# 603 Timandra
603 Timandra è un asteroide della fascia principale del diametro medio di circa 13,73 km. Scoperto nel 1906, presenta un'orbita caratterizzata da un semiasse maggiore pari a 2,5395659 UA e da un'eccentricità di 0,1730255, inclinata di 8,01377° rispetto all'eclittica.
Il suo nome si riferisce a Timandra, figlia di Tindaro e Leda nella mitologia greca.